# L’Église-aux-Bois
L’Église-aux-Bois (L’Egleisa aus Bòscs auf Okzitanisch) ist eine französische Gemeinde mit 51 Einwohnern (Stand 1. Januar 2022) im Département Corrèze in der Region Nouvelle-Aquitaine.

## Geografie
Die Gemeinde liegt im Zentralmassiv auf dem Plateau de Millevaches und somit auch im Regionalen Naturpark Millevaches en Limousin. An der östlichen Gemeindegrenze verläuft der Fluss Ribière.
Tulle, die Präfektur des Départements, liegt ungefähr 50 Kilometer südöstlich, Limoges etwa 60 Kilometer nordwestlich und Treignac rund 15 Kilometer südlich.
Der Ort liegt ungefähr 35 Kilometer nordöstlich der Abfahrt 43 der Autoroute A20.
Nachbargemeinden von L’Église-aux-Bois sind Nedde im Norden, Rempnat im Nordosten, Lacelle im Osten, Chamberet im Südwesten sowie Eymoutiers im Westen.

## Wappen
Auf blauem Hintergrund drei goldene Pilgerstäbe, der mittlere gekrönt von einem silbernen Stern.

## Einwohnerentwicklung
| Jahr      | 1962 | 1968 | 1975 | 1982 | 1990 | 1999 | 2007 | 2016 |
| Einwohner | 128  | 139  | 98   | 75   | 59   | 41   | 37   | 56   |